# 扎藏寺
扎藏寺，位于中国青海省湟源县巴燕乡下寺村，为第六批青海省文物保护单位，公布日期为1998年12月22日，类型为古建筑。
扎藏寺的历史年代为清。